# Hermann von Hodenberg
Hermann Freiherr von Hodenberg (* 27. Januar 1862 in Den Haag; † 24. Februar 1946 in Celle) war Rittergutsbesitzer und Mitglied des Deutschen Reichstags.

## Leben
Hermann Freiherr von Hodenberg war der Sohn des hannoverschen Diplomaten Bodo von Hodenberg. Er besuchte das Gymnasium in Celle von 1877 bis 1882 und studierte Jura an den Universitäten Lausanne, Heidelberg, Berlin und Göttingen von 1882 bis 1886. In Heidelberg wurde er 1883 Mitglied des Corps Vandalia.
Danach war er preußischer Referendar im Justizdienst von 1886 bis 1890 und diente 1886 einjährig im Königlich Sächsischen Garde-Reiter-Regiment. Bis 1893 war er Leutnant der Reserve. 1887 erwarb er von Otto Asche von Mandelsloh das Rittergut Ribbesbüttel, am 1. Dezember 1887 erfolgte seine Aufnahme in die Ritterschaft des Fürstentums Lüneburg. 1898 wurde er Vorsitzender der Deutschen Rechtspartei.
Von 1893 bis 1903 war er Mitglied des Deutschen Reichstags für den Wahlkreis Provinz Hannover 10 Hildesheim, Marienburg, Alfeld (Leine), Gronau für die Deutsch-Hannoversche Partei. Von 1903 bis 1907 vertrat er als Abgeordneter des Reichstages den Wahlkreis Hannover 14 (Celle, Peine, Gifhorn). 1905 verkaufte er sein Rittergut Ribbesbüttel an den Bankier Arthur Löbbecke und zog nach Hudemühlen.
Er heiratete am 24. Mai 1888 die Gräfin Helene von Kielmansegg (* 3. April 1862; † 12. August 1926). Das Paar hatte fünf Kinder, von denen zwei auf dem Rittergut Ribbesbüttel geboren wurden.